# Coemansia interrupta
Coemansia interrupta är en svampart som beskrevs av Linder 1943. Coemansia interrupta ingår i släktet Coemansia och familjen Kickxellaceae.   Inga underarter finns listade i Catalogue of Life.